# IL2CPU
IL2CPU (IL To CPU) — AOT-компилятор, написанный при помощи Microsoft Intermediate Language на языке программирования C#. Он переводит команды языка Microsoft Intermediate Language в машинный код. IL2CPU — один из ключевых компонентов проекта Cosmos, и разрабатывается той же командой.

## Дополнительные источники
- Официальная веб-страница
- Страница проекта на сайте Codeplex